# 그린빌 조약

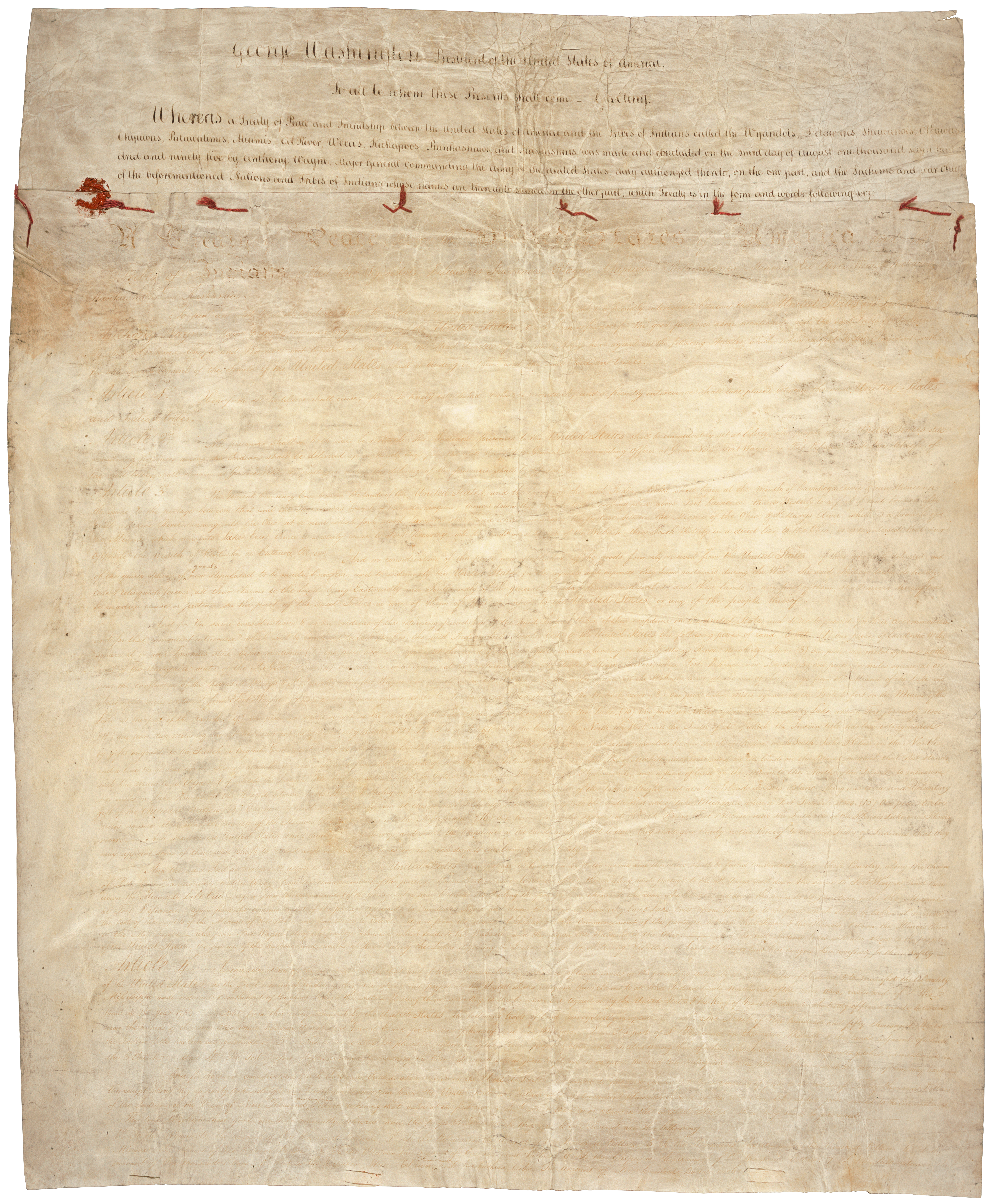
그린빌 조약의 첫 페이지.

그린빌 조약(영어: Treaty of Greenville)은 그린빌 요새(현재의 오하이오주 그린빌)에서 1795년 8월 3일 미합중국 원주민 연맹인 인디언 합중국과 미합중국의 개척민들 사이에 서명된 문서이다. 또한이 조약은 인디언들의 이전 해의 ‘폴른 팀버스 전투’ 패배 후에 맺어진 조약이다. 그리고 그린빌 조약으로 오하이오에서 벌어진 ‘북서 인디언 전쟁’은 마무리가 되었다.
미합중국은 ‘폴른 팀버스 전투’를 승리로 이끈 ‘미친 앤서니’라는 별명을 가진 웨인 장군이 대표로 참석을 했다. 2만 달러 상당의 현물(담요나 식기 그리고 가축 같은)을 교환했고, 미국 인디언 부족은 미합중에 현재의 호하이오와 시카고 중심가, 디트로이트 요새지역, 모미, 오하이오 지역 그리고 오하이오 지역의 로워 샌드스키 지역을 할양했다.
이때 서명을 한 인디언 지도자들은 다음과 같은 부족에서 참여하였다.
- 와이언도트족
- 델라웨어족(레나페족)
- 쇼니족
- 오타와족
- 치페와족
- 포타와토미족
- 마이애미족
- 웨아족
- 키카푸족
- 캐스카스키아족

이 조약으로 소위 그린빌 경계선이라는 미국 인디언들과 개척민들 사이의 경계선이 확정되었다.